# Преод
Преод (мкд. Преод) је насеље у Северној Македонији, у средишњем делу државе. Преход је село у саставу општине Свети Никола.

## Географија
Преод је смештен у средишњем делу Северне Македоније. Од најближег града, Штипа, насеље је удаљено 40 km северозападно.
Насеље Преод се налази у историјској области Овче поље. Село није смештено у самом пољу, већ северозападно од поља, на источним падинама Градиштанске планине. Надморска висина насеља је приближно 570 метара.
Месна клима је умерено континентална.

## Становништво
Преод је према последњем попису из 2002. године имао 44 становника.
Већинско становништво су етнички Македонци (98%), а остало су махом Срби.
Претежна вероисповест месног становништва је православље.